# Tabory cesarskiej i królewskiej Armii

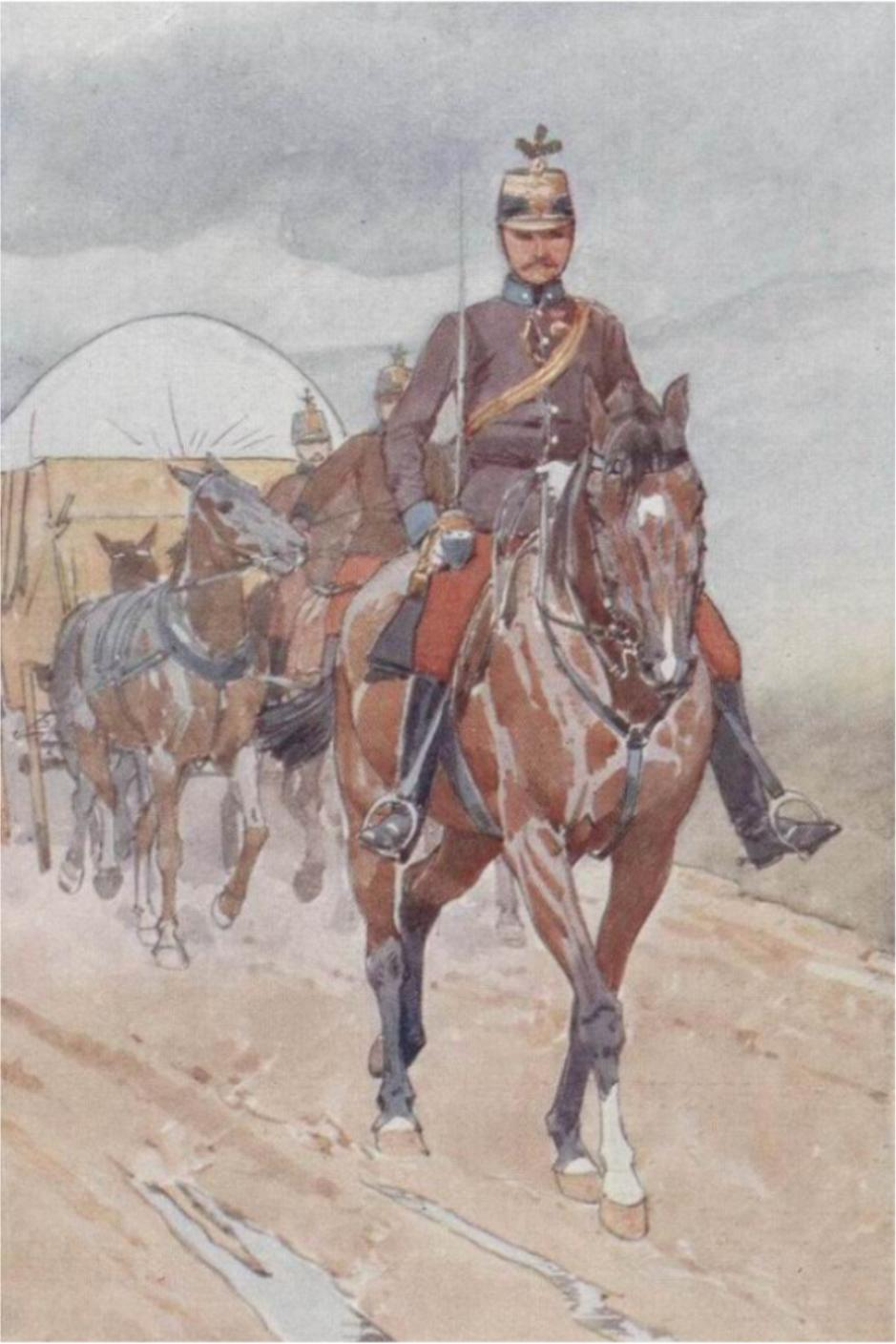
k.u.k. Trainleutnant

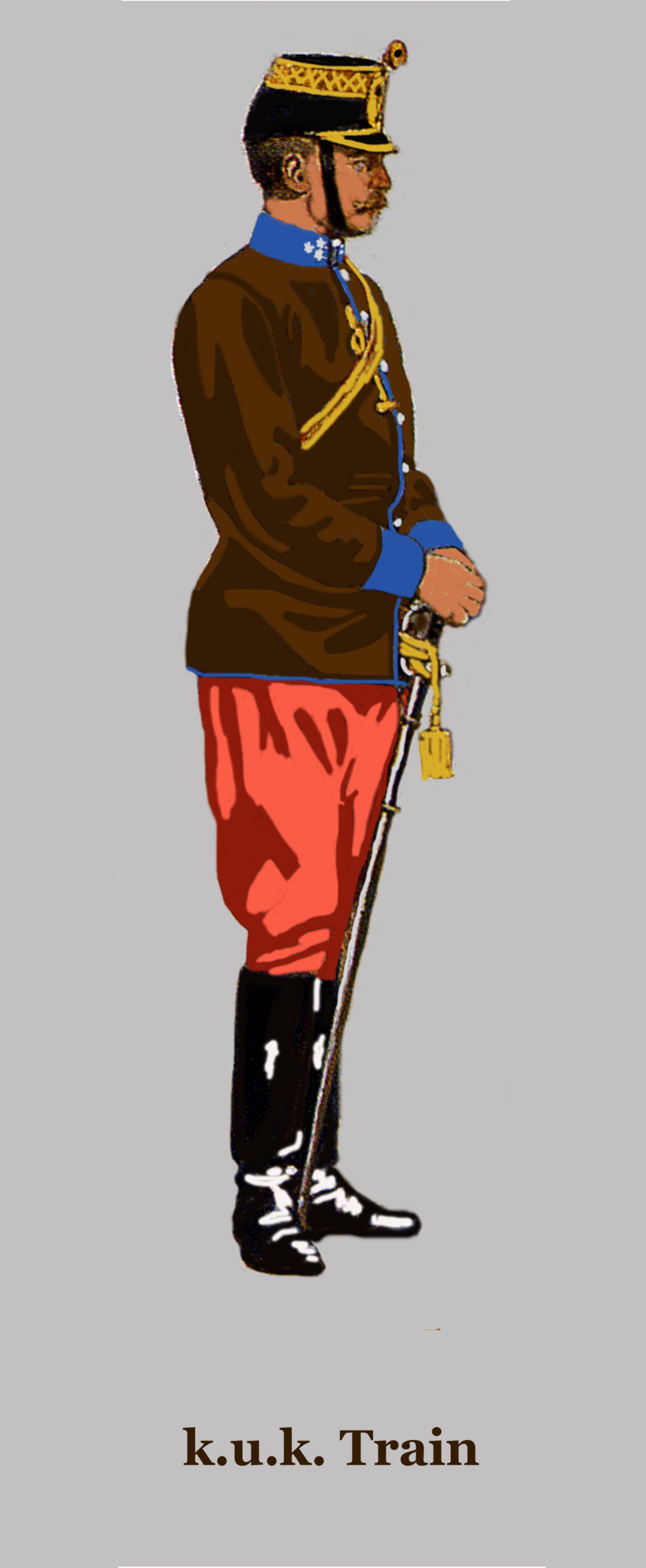
Hauptmann w stroju paradnym

Tabory cesarskiej i królewskiej Armii (niem. die Traintruppe) – tabory (treny) cesarskiej i królewskiej Armii.
W latach 1910–1914 tabory cesarskiej i królewskiej Armii były zorganizowane w szesnastu dywizjonach (niem. Traindivision). Numery poszczególnych dywizjonów odpowiadały numerom korpusów na terytorium, których stacjonowały. W skład dywizjonu wchodziło od czterech do ośmiu szwadronów.
W miejsce pięciu rozwiązanych komend pułków taborów utworzono sześć inspekcji taborów (niem. Traininspizierende) z siedzibą w:
- Wiedniu - pułkownik Albrecht Walz (dla 1, 2 i 3 dyonu),
- Budapeszcie - pułkownik Johann Jordan (dla 4, 7 i 12 dyonu),
- Lwowie - pułkownik Ludwig Kraus (dla 6, 10 i 11 dyonu),
- Zagrzebiu - pułkownik Anton Fettinger Edler von Kriegsbrück (dla 5 i 13 dyonu),
- Innsbrucku - generał major Johann Prokop Formanek Edler von Waldringen (dla 8, 9 i 14 dyonu),
- Sarajewie - generał major Maximilian Haller (dla 15 i 16 dyonu).

1 Dywizjon Taborów (niem. Traindivision Nr. 1) w Krakowie (I Korpus)
- komendant dywizjonu - major Theodor Indra

2 Dywizjon Taborów (niem. Traindivision Nr. 2) w Wiedniu (II Korpus)
- komendant dywizjonu - major Ignaz Čermák

3 Dywizjon Taborów (niem. Traindivision Nr. 3) w Grazu, dzielnica VI Schönau (III Korpus)
- komendant dywizjonu - podpułkownik Carl Zieritz

4 Dywizjon Taborów (niem. Traindivision Nr. 4) w Budapeszcie (IV Korpus)
- komendant dywizjonu - major Ferdynand Gross (1912), podpułkownik Rudolf Ullrich

5 Dywizjon Taborów (niem. Traindivision Nr. 5) w Bratysławie (V Korpus)
- komendant dywizjonu - podpułkownik Carl Diefenbach

6 Dywizjon Taborów (niem. Traindivision Nr. 6) w Koszycach, węg. Kassa (VI Korpus)
- komendant dywizjonu - podpułkownik Anton Holan

7 Dywizjon Taborów (niem. Traindivision Nr. 7) w Timișoarze węg. Temesvár (VII Korpus)
- komendant dywizjonu - podpułkownik Carl Balzar (1912), major Friedrich Stampf (1914)

8 Dywizjon Taborów (niem. Traindivision Nr. 8) w Pradze (VIII Korpus)
- komendant dywizjonu - podpułkownik Edmund Steindler (1912), major Adolf Kohl (1914)

9 Dywizjon Taborów (niem. Traindivision Nr. 9) w Jaromierzu niem. Josephstadt (IX Korpus)
- komendant dywizjonu - major Stephan Grossnigg (1912), major Victor Gröger (1914)

10 Dywizjon Taborów (niem. Traindivision Nr. 10) w Przemyślu (X Korpus)
- komendant dywizjonu - podpułkownik Alois Bauer

11 Dywizjon Taborów (niem. Traindivision Nr. 11) przy ul. Arciszewskiego we Lwowie (XI Korpus)
- komendant dywizjonu - major Anton Havelka

12 Dywizjon Taborów (niem. Traindivision Nr. 12) w Sybinie, węg. Nagyszeben (XII Korpus)
- komendant dywizjonu - major Carl Triesch, major Ferdynand Gross (1914)

13 Dywizjon Taborów (niem. Traindivision Nr. 13) w Zagrzebiu (XIII Korpus)
- komendant dywizjonu - major Adolf Khohl, major Ferdynand Dits (1914)

14 Dywizjon Taborów (niem. Traindivision Nr. 14) w Innsbrucku i Linzu (XIV Korpus)
- komendant dywizjonu - major Franz Patzak

15 Dywizjon Taborów (niem. Traindivision Nr. 15) w Sarajewie (XV Korpus)
- komendant dywizjonu - major Alois Andrich

16 Dywizjon Taborów (niem. Traindivision Nr. 16) w Mostarze (XVI Korpus)
- komendant dywizjonu - major Wilhelm Watznauer